# Быстров, Вениамин Михайлович
Вениамин Михайлович Быстров (24 апреля 1924, Абаканское, Енисейская губерния — 11 октября 2002, Москва) — советский спортсмен-универсал, играл в футбол, хоккей с мячом, хоккей с шайбой.
Заслуженный работник физической культуры Российской Федерации, награждён медалью ордена «За заслуги перед Отечеством» II степени.

## Карьера
В 1942 году был откомандирован в Киевское Краснознаменное артиллерийское училище. После окончания училища был направлен в Новосибирск, в спортроту при окружном Доме Красной Армии. Здесь Быстров участвовал в подготовке специальных лыжных частей Красной Армии, разведывательных и других подразделений и продолжал играть в футбол и хоккей с мячом.

### Футбол
В 1944—1950 годах играл в составе новосибирского ДО.

### Хоккей с шайбой
В сезонах 1950/51 — 1952/53 выступал за ЦДСА на позиции нападающего. Серебряный призёр чемпионата СССР 1952, 1953. Привлекался в сборную СССР (Москвы, сборную клубов) в сезонах 51/52, 52/53.

### Хоккей с мячом
В 1953-57 годах играл в составе московских армейцев. Чемпион СССР 1954, 1955, 1957 года. Серебряный призёр чемпионата СССР 1956 года.

## Тренерская карьера
В 1958 году окончил школу тренеров при ГЦОЛИФК.
Вместе с А. В. Тарасовым тренировал армейцев (с ноября 1958 года).
Был начальником СДЮШОР ЦСКА.